# Florktjärnen (Stensele socken, Lappland)
Florktjärnen är en sjö i Storumans kommun i Lappland och ingår i Umeälvens huvudavrinningsområde. Sjön har en area på 0,129 kvadratkilometer och ligger 425 meter över havet.

## Delavrinningsområde
Florktjärnen ingår i det delavrinningsområde (720436-155955) som SMHI kallar för Ovan 720555-155898. Medelhöjden är 428 meter över havet och ytan är 4,45 kvadratkilometer. Räknas de 16 avrinningsområdena uppströms in blir den ackumulerade arean 242,64 kvadratkilometer. Storbäcken som avvattnar avrinningsområdet har biflödesordning 2, vilket innebär att vattnet flödar genom totalt 2 vattendrag innan det når havet efter 276 kilometer. Avrinningsområdet består mestadels av skog (28 procent) och sankmarker (69 procent). Avrinningsområdet har 0,13 kvadratkilometer vattenytor vilket ger det en sjöprocent på 2,9 procent.